# Leptopelis omissus
Leptopelis omissus és una espècie de granota de la família dels hiperòlids que viu al Camerun, la República del Congo, el Gabon, Nigèria i, possiblement també, a Angola, la República Centreafricana, la República Democràtica del Congo i Guinea Equatorial.
Està amenaçada d'extinció per la pèrdua del seu hàbitat natural.